# Мабоко
Мабоко е малък остров в залива Уинам на езерото Виктория, провинция Нянза в западната част на Кения.
Островчето е с дължина около 1,8 km и ширина едва 1 km. Макар и малък, Мабоко е вежен в палеонтологично отношение.
Тук през 1930-те години британски мисионер открива фосили на древни видове животни. Фосилите на стотици видове бозайници птици и влечуги живели преди 15-16 млн. години са датирани от периода на Миоцена.